# Comté de Grande Prairie No 1

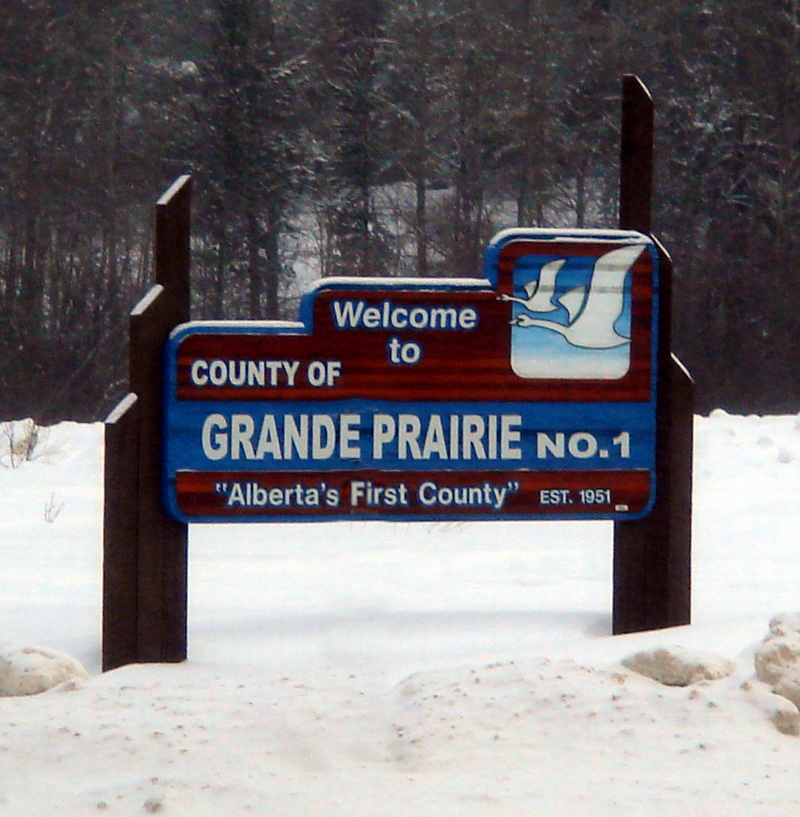
District municipal de Grande Prairie No 1.

Le comté de Grande Prairie No 1 (anglais : Grande Prairie County No. 1) est un district municipal de 20 347 habitants en 2011, situé dans la province d'Alberta, au Canada.

## Communautés et localités
Cités
- Grande Prairie

Bourgs
- Beaverlodge
- Sexsmith
- Wembley

Villages
- Hythe

Hameaux
- Bezanson
- Clairmont
- Demmitt
- Dimsdale
- Elmworth
- Goodfare
- Huallen
- La Glace
- Teepee Creek
- Valhalla Centre
- Wedgewood

Réserve indienne
- Horse Lakes 152B

Localités
- Albright
- Aspen Ridge Estates
- Aspen Ridge Subdivision
- Bad Heart
- Bear Lake
- Brainard
- Bredin
- Buffalo Lake
- Clairmont Trailer Court
- Eldoes Trailer Park
- Fitzsimmons
- Flying Shot
- Flyingshot Lake Settlement
- Glen Leslie
- Grande Prairie Aerodrome
- Gundy
- Halcourt
- Hayfield
- Hazelmere
- Hermit Lake
- Hilltop Estates
- Hinton Trail
- Hockey Estates
- Homestead
- J D Barr Subdivision
- J.D. Renton Subdivision
- J.D. Willis Subdivision
- Kleskun Hill
- Lake Saskatoon
- Lakeview Estates
- Leighmore
- Lymburn
- Lynburn
- Mansfield Subdivision
- Maple Grove
- Morgan's Mountain Subdivision
- Mount Valley
- Mountainside Acres
- Mountainside Estates
- Niobe
- Nordhagen Subdivision
- Pine Valley Estates
- Pine Valley Subdivision
- Pipestone Creek
- Poplar Hill
- Research Station
- Richmond Hill Estates
- Richmond Subdivision
- Rio Grande
- Riverview Pines Estates
- Riverview Pines Subdivision
- Sandy Lane
- Sandy Lanes
- Sandy Ridge Estates
- Saskatoon Lake
- Shaver
- Silvestre
- Smoky Heights
- South Pine Valley Estates
- Sprucewood Subdivision
- Swan City Trailer Court
- Sylvester
- The Dunes
- Triple-L-Trailer Court
- Valhalla
- Webster
- Willow Wood Subdivision
- Willowood Estates
- Windsor Creek
- Woodlake Estates
- Woodland Acres

## Démographie
| 2011   | 2016   |
| ------ | ------ |
| 19 724 | 22 502 |